# Národní park Pico da Neblina
Národní park Pico da Neblina je národní park rozkládající se na severu Brazílie ve státě Amazonas, těsně při hranici s Venezuelou. Z venezuelské strany k němu přiléhá tamější národní park Serranía La Neblina.
Národní park Pico da Neblina vznikl v roce 1979. S rozlohou 22 200 km² patří k největším brazilským národním parkům. Byl pojmenován po nejvyšší brazilské hoře Pico da Neblina (2994 m n. m.), jež leží v parku na brazilsko-venezuelské hranici a patří k tepui, stolovým horám Guyanské vysočiny. V těsném sousedství Pico da Neblina se nachází i druhá nejvyšší brazilská hora Pico 31 de Março.
Území parku pokrývá hustý Amazonský prales, nicméně v horských partiích se najdou i odpovídající formy vegetace. Také zvířena parku je velmi rozmanitá, žijí zde i některé zvláštní druhy, jako neblinský uakari (Cacajao hosomi) či skalňák oranžový (Rupicola rupicola).
Národní park Pico da Neblina se nachází v jedné z nejvlhčích oblastí Amazonie, s roční výší srážek 4000 mm.
Vzhledem k tomu, že park leží na území kmene Janomamů, je pro jeho návštěvu zapotřebí zvláštní povolení. V parku není žádná turistická infrastruktura a přístup k němu je značně obtížný.